# The Monsterican Dream
Albums de Lordi
Get Heavy
(2003) The Monster Show
(2005)
The Monsterican Dream est le second album produit par le groupe de heavy metal finlandais Lordi, sorti en 2004.

## Titres
1. Threatical Trailer - 1:10
2. Bring It On (The Raging Hounds Return) - 4:35
3. Blood Red Sandman - 4:03
4. My Heaven Is Your Hell - 3:42
5. Pet The Destroyer - 3:52
6. The Children Of The Night - 3:45
7. Wake The Snake - 3:46
8. Shotgun Divorce - 4:42
9. Forsaken Fashion Dolls - 3:45
10. Haunted Town - 3:14
11. Fire In The Hole - 3:28
12. Magistra Nocte - 1:33
13. Kalmageddon - 4:35

## Singles
1. My Heaven Is Your Hell
2. Blood Red Sandman

## Bonus de l'édition DVD
1. Le court-métrage de Lordi: The Kin
2. "Making Of "The Kin""
3. "Storyboard"
4. "Gallery"